# Hubert Blootacker
Hubert Blootacker (Ieper, 3 januari 1946) is een Belgisch voormalig militair, handballer en sportbestuurder.

## Levensloop
Blootacker groeide op als zoon van een beenhouwer te Ieper. Vanaf zijn vijftiende liep hij school aan de Koninklijke Cadettenschool te Lier, alwaar hij begon met handbal. Vanaf 1963-'64 sloot hij vervolgens aan bij HC Duffel, waar hij actief was als doelverdediger.
Na zijn studies aan de Koninklijke militaire school te Brussel ging hij aan de slag bij het Belgisch leger en werd hij als officier gekazerneerd te Siegen. Na zes jaar in Duitsland keerde hij in 1974 terug naar België en vestigde hij zich in Leopoldsburg. Hier nam hij (ondertussen doorgegroeid tot de rang van kolonel) de draad met het handbal opnieuw op en werd actief bij enerzijds de handbalploeg van de Carabiniers (waarmee hij meermaals militair kampioen werd) en anderzijds HV Arena Hechtel. Na zijn spelerscarrière werd hij bij laatstgenoemde clubmanager.
Later werd hij actief bij de Vlaamse Handbalvereniging (VHV), waarvan hij van 1997 tot 2009 voorzitter was. In deze hoedanigheid volgde hij Luc Maréchal op. Zelf werd hij opgevolgd door Luc Tack. Vanuit zijn functie bij de VHV was hij van 2001 tot 2004 en van 2007 tot 2009 tevens voorzitter van de Koninklijke Belgische Handbal Bond (KBHB). Daarnaast was hij tussen 1992 en 2004 actief bij de Conseil International du Sport Militaire (CISM) , eerst als secretaris en vanaf 1998 als voorzitter van de handbal-afdeling.
Zijn zoon Gerd was eveneens actief in het handbal.